# نیکولایفکا-۲
نیکولایفکا-۲ (به لاتین: Nikolayevka-2) یک منطقهٔ مسکونی در روسیه است که در استان آمور واقع شده‌است.